# Everything That Happens Will Happen Today
Everything That Happens Will Happen Today é o segundo álbum feito em colaboração entre David Byrne e Brian Eno, lançado em 18 de agosto de 2008 pela Todo Mundo. O álbum explora os temas de humanidade contra a tecnologia e otimismo apesar das circunstâncias sombrias em uma mistura de música eletrônica e gospel. A recepção da crítica foi em sua maior parte positiva e o álbum recebeu vários prêmios, tanto por sua conteúdo musical quanto por sua embalagem e produção técnica.
O álbum é o primeiro esforço conjunto entre os dois músicos desde My Life in the Bush of Ghosts de 1981 e o trabalho de Eno produzindo e coescrevendo com os Talking Heads. Byrne e Eno trabalharam nas faixas com colaboradores em seus estúdios durante 2007 e o início de 2008 através de e-mail. O single "Strange Overtones" foi lançado de graça para promover o álbum e Byrne fez uma turnê durante 2008 e 2009 tocando músicas deste lançamento como também de colaborações anteriores da dupla. Essa turnê foi documentada com o extended play Everything That Happens Will Happen on This Tour – David Byrne on Tour: Songs of David Byrne and Brian Eno e o filme concerto Ride, Rise, Roar.
Everything That Happens Will Happen Today foi lançado com uma estratégia de divulgação única que envolvia Byrne criando uma gravadora, a Todo Mundo, e contratando a companhia Topspin Media para promover o álbum na internet usando o boca-a-boca e vendas digitais para comercializar a música. Vários formatos foram criados para permitir que os ouvintes tivessem opções de como escutar a música—desde áudios gratuitos até uma embalagem de luxo feita de estanho.

## História
Em dezembro de 2007, David Byrne anunciou no programa de música da BBC Radio, The Weekender, que ele estava trabalhando com seu antigo colaborador Brian Eno em um novo álbum de "canções apropriadas", descrevendo-o como "algo totalmente diferente" do experimental My Life in the Bush of Ghosts. Enquanto os dois discutiam a remixagem de 2006 daquele álbum em um jantar, Eno sugeriu adicionar letras e vocais a algumas canções que ele havia escrito e desejava completar, algumas já tendo oito anos de idade. A dupla inicialmente não planejou fazer um álbum inteiro, porém enquanto progrediam, eles se sentiram confiantes o bastante para terminar uma coleção completa de canções. Apesar dos dois terem discutido fazer um novo álbum juntos por vários anos, esse foi o primeiro esforço sincero desde o início da década de 1980.
Byrne visitou o estúdio de Eno em Londres para ouvir as mixagens brutas de seus demos e os dois decidiram colaborar para terminar de escrever as canções, deixando Eno e Peter Chilvers para converter uma variedade de formatos de músicas digitais para MIDI, extirpando-se, assim, informações irrelevantes e tornando-as adequadas para Byrne embelezar (Chilvers receberia agradecimentos no encarte do álbum como "Arqueólogo Digital"). Os dois continuaram a trabalhar neste e em outros projetos musicais por vários meses—apesar de Byrne ter confessado estar "aterrorisado" em escrever letras para os demos—e concordaram que se o projeto não fosse agradável para ambos, eles iriam abandoná-lo. A dupla decidiu manter a discrição sobre o projeto e não anunciar a colaboração por medo de não conseguirem completar um álbum com um material novo de qualidade, ou se eles terminassem recauchutando colaborações anteriores e decidissem não lançar novas canções.

### Composição
Eno tinha várias composições musicais, porém não conseguia escrever letras para acompanhá-las, enquanto Byrne tinha várias letras sem nenhum acompanhamento. Eno queria fazer dos vocais o "evento central" da música ao juntar cantos gospel com uma música eletrônica inesperada, que também incluía elementos de música da África Ocidental. A enfâse nos vocais foi parcialmente inspirada em Phillip Bimstein. No outono de 2007, Byrne pegou um CD com as mixagens estéreo dos demos de Eno e passou um ano tentando escrever letras para terminar as canções, tentando equilibrar os acordes simples que Eno havia escrito com os mais complexos que ele preferia. Apesar de ser algo atípico para Eno, muito das canções foram escritas em uma guitarra acústica, com a ajuda do Steinberg Cubase. Os músicos trocaram os demos de Eno com as letras e as melodias vocais completadas por Byrne através de e-mail até 14 canções terem sido gravadas antes de junho de 2008. Eno inicialmente deu uma resposta positiva, que encorajou Byrne a continuar a escrever para apenas se tornar crítico quando o projeto estava sendo completado. Ao final das gravações, Eno enviou faixas cada vez mais desafiadoras para ver se Byrne conseguiria completá-las—as últimas duas foram para o álbum como "I Feel My Stuff" e "Poor Boy".
No início, Byrne estava hesitante em escrever letras para as faixas porque soava muito como música folclórica. Ele caracterizou o processo como muito devagar e cheio de trepidação, em parte devido a expectativa da colaboração anterior da dupla e também por causa da estrita divisão de trabalho que eles tiveram entre escrever a instrumentalização e a vocalização. Eno forneceu apenas alguns esboços vocais e Byrne fez mudanças mínimas na instrumentação em várias faixas e evitou mudar os acordes na melodia para se adequar ao seu estilo de canto. A dupla trabalhou em um estúdio juntos em apenas duas ocasiões, durante uma semana inteira e depois em um fim de semana e nenhum dos parceiros teve um veto durante o processo de seleção de faixas ou produção. De acodo com Byrne, o principal desafio nessa técnica de escrita "era mais emocional do que técnico: escrever canções sinceras sem nenhum cliché".
Ele mais tarde explicou, "Em poucas palavras, Brian escreveu a maior parte da música, e eu compus a maior parte das melodias vocais e letras, e então as cantei". Se as harmonias vocais de Byrne fossem muito radicais, Eno revisaria as instrumentações vocais para acompanhar, porém Byrne evitou escrever instrumentações e escolheu apenas adaptá-las. Usando um estilo similar ao álbum Speaking in Tongues, do Talking Heads, Byrne murmurou algumas das letras antes delas serem completadas e Eno também contribuiu com algumas harmonias vocais que ele credita como "piano inumano" devido a preferência de Byrne para a qualidade sônica das letras ao invés de seus significados literais, e seu método de escrever letras usa um associação livre. Ao compor as letras para o álbum, Byrne tentou escrever mantendo em sua mente o que agradaria Eno como seu colaborador. Ele também tentou escrever harmonias para Eno, que decidiu não cantar no álbum.
Ambos os músicos continuaram a trabalhar em seus próprios projetos durante a composição de Everything That Happens Will Happen Today. Byrne conduziu a segunda temporada de Big Love e completou suas colaborações com Fatboy Slim: o musical e o álbum Here Lies Love e o single "Toe Jam". Eno produziu o álbum Viva la Vida or Death and All His Friends, do Coldplay, e No Line on the Horizon, do U2. Byrne e Eno discutiram a colaboração do primeiro com Fatboy Slim e Chris Martin do Coldplay escreveu uma canção para a faixa instrumental "One Fine Day", mas aquiesceu quando ele ouviu a letra de Byrne (a banda também adaptaria outra composição instrumental de Eno que Byrne não finalizou em uma faixa de Viva la Vida). Quando a canção foi completada, os dois começaram, a sério, a escrever o resto das faixas. Byrne inicialmente teve um longo atraso ao escrever o material, porém enquanto o projeto progredia, ele começou a trabalhar várias horas por dia no álbum e acabou colocando sua colaboração com Fatboy Slim em espera até que todas as canções tivessem sido terminadas na primavera de 2008, com duas faixas sendo completadas ao final da última sessão. Ele mais tarde descreveria o processo como fácil uma vez que os detalhes foram escolhidos e resumidos para seu método de "pura alegria", declarando que escrever em uma colaboração é mais fácil do que escrever sozinho. Ele ainda creditou o período entre suas colaborações e a distância transatlântica como algo positivo, já que permitia que ambos mantivessem seus compromissos. Eno concordou, já que lhe dava mais tempo para se focar em uma pequena peça de música sem precisar esperar o progresso de Byrne. Byrne iria usar uma abordagem similar ao colaborar com Will Oldham.

### Temas
A dupla se inspirou em música gospel e ambos descreveram o álbum como "gospel eletrônico"—particularmente as faixas "Life Is Long" e "One Fine Day". Além de sutis temas biblícos nas letras, Eno foi influenciado pela musicalidade gospel, que ele inicialmente descobriu através do Talking Heads, enquanto trabalhava em More Songs About Buildings and Food, ao escutar "Surrender to His Will", do Reverendo Maceo Woods e do The Christian Tabernacle Choir. Nos anos que precederam o projeto, Eno havia escutado primariamente a músicas gospel—até mesmo se juntando a um coral gospel—e ficou atraído pelos vocais não reprimidos e a falta de pessimismo, como também sua natureza inclusiva. Eno ficou pensando sobre gospel por vários anos, porém não conseguia escrever letras para canções esperançosas.
Apesar de Byrne considerar a música "[diferente] de qualquer gravação gospel contemporanea que você ouviria lá fora", ela é "informada por aquele sentimento e aqueles tipos de letras, que aludem a esperança em face do desespero". Eno também considera o álbum "algo que combina algo muito humano, falível e pessoal, com algo bem eletrônico e matemático em alguns momentos". A música combina influências eletrônicas e gospel para "fazer aquele retrato do humano ainda tentando sobreviver em um cada vez mais complicado mundo digital... É bem fácil fazer simplesmente música digital e é bem fácil fazer apenas música humana, porém tentar fazer uma combinação é meio que excitante, eu acho". Faixas como "My Big Nurse" combinam o apocalíptico e o conforto, misturando esperança e desespero.

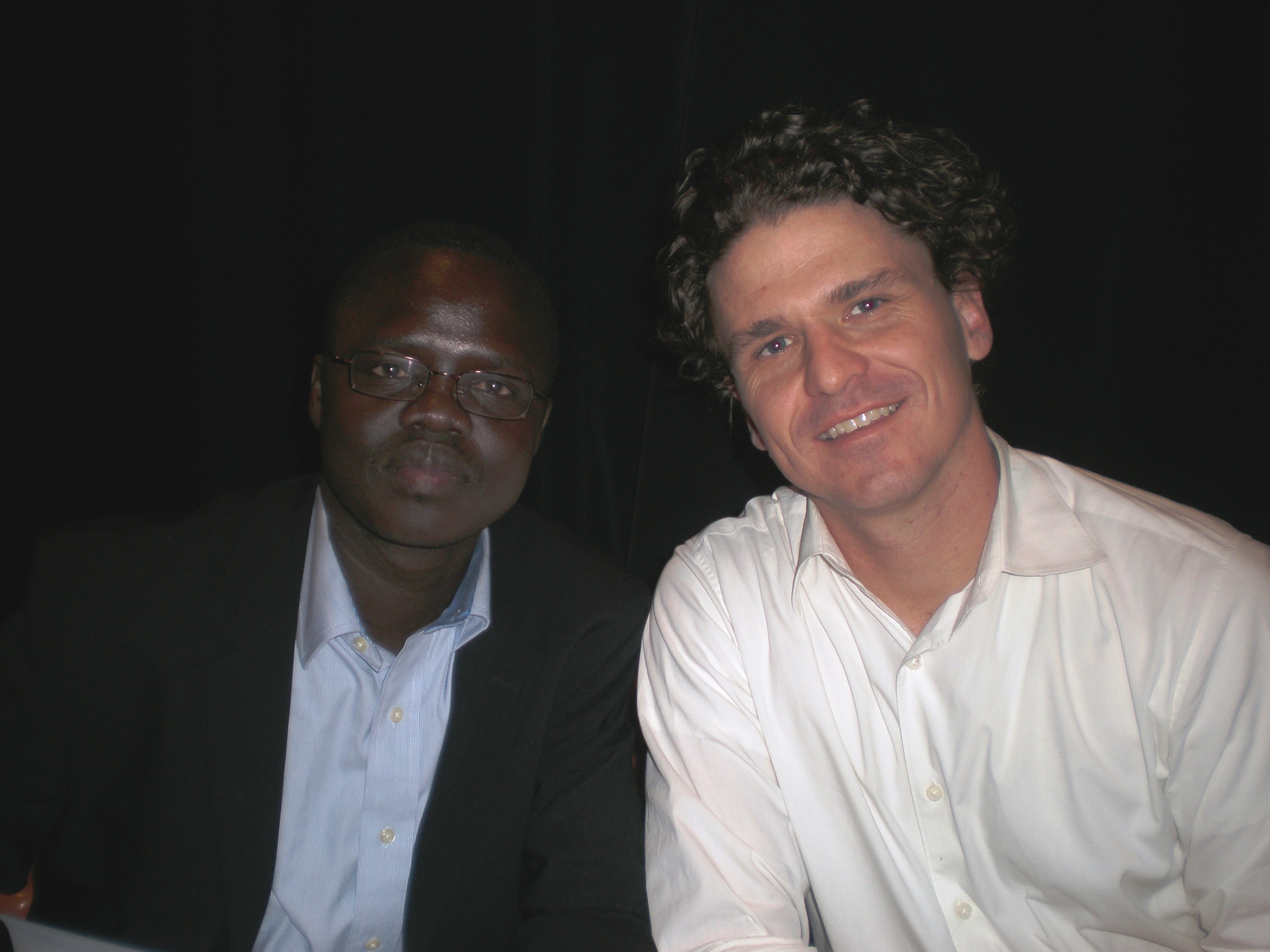
A história de Valentino Achak Deng (esquerda)—como contada por Dave Eggers (direita) no livro What Is the What: The Autobiography of Valentino Achak Deng—inspriou Byrne a escrever letras esperançosas.

Os demos instrumentais foram primariamente escritos em acorde maior, que Byrne considerou um pouco "ominosos" e surpreendentes vindos de Eno. Apesar disso, as letras de Byrne terminaram sendo esperançosas e espirituais, com temas de redenção—que ele considera "otimismo apesar do pavor". A tensão entre otimismo e pessimismo e os temas espirituais emergiram rapidamente no curso de um ano quando Byrne estava escrevendo as letras, que ele especulou que poderiam ser um antídoto contra ser "completamente pessimista e cínico sobre política e o estado do mundo"; por exemplo, "The River" é sobre os efeitos do Furacão Katrina. Ele também citou o clima político da Guerra do Iraque, o início da crise econômica, as políticas da administração de George W. Bush e seu divórcio de Adelle Lutz como fatores que o inspiraram a criar músicas edificantes. Como ele explica, "eu fiquei surpreso com o que saiu... as faixas são bem diferentes do que eu teria feito sozinho. Eu me inclino em direção de coisas que são mais complicadas". Eno também achou que o álbum é muito melhor do que as canções que ele imaginou enquanto estava compondo sozinho.
Eno também disse que o álbum é sobre "pintar um retrato do humano tentando sobreviver em um cada vez mais complicado mundo digital", e Byrne considerou seu trabalho de letrista como "trazer mais humanidade" aos instrumentais de Eno, que podem ser "frios e acadêmicos". Temas sobre a humanidade lutando com a tecnologia são aparentes em várias faixas, e Byrne caracterizou o "clima geral " do álbum como "Nós vamos superar isso. A humanidade vai prevalecer". O conteúdo das letras inclui "uma reflecção sinistra", porém "muitas canções parecem bastante edificantes e o tom geral é esperançoso". Byrne se focou em eventos mundanos e tentou escrever em um estilo que era "simples mas não piegas, básico mas sincero". Sua inspiração para escrever a letra de "One Fine Day" foi a história de Valentino Achak Deng como contada no livro What Is the What, de Dave Eggers—os dois recebem agradecimentos no encarte e Byrne havia anteriormente tocado para arrecadar fundos no 862 Valencia de Eggers. A história dos Meninos Perdidos do Sudão é emblemática nos temas espirituais do álbum enquanto eles passam por "todos os tipos de horrores implacáveis, porém [são] eternamente esperançosos e até animados, de um modo que desafia a lógica". O álbum também expressa saudades de casa—uma tendência lírica que é aparente no trabalho de Byrne com os Talking Heads.

### Produção

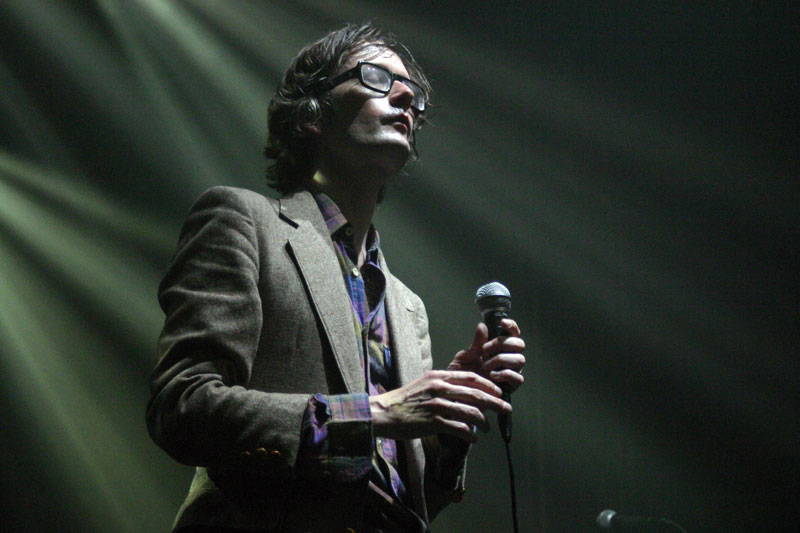
Jarvis Cocker foi trazido para tocar guitarra em Everything That Happens Will Happen Today, sem ser creditado.

Em março de 2008, a dupla recrutou Seb Rochford para tocar bateria com Byrne em Nova York. O multi-instrumentalista, e antigo colaborador de Eno, Leo Abrahams tocou guitarra, instrumentos de percussão e piano em seu estúdio de Londres e tocou guitarra com Byrne em uma ocasião. Abrahams e Rochford continuariam a trabalhar nas faixas no estúdio de Abrahams durante maio, com todos os colaboradores se comunicando via e-mail. Outros músicos trabalharam com Byrne em Nova York e com Eno em Londres, como Mauro Refosco, frequente colaborador de Byrne, as filhas de Eno, Darla e Irial, e Jarvis Cocker, que tocou guitarra em Londres sem ser creditado. A dupla tentou gravar o máximo possível das músicas em seus próprios estúdios, com a exceção da bateria e da percussão. Além das faixas que foram lançadas, os músicos tiveram outros instrumentais que Byrne não completou.
Falando em um evento em Nova York em abril de 2008, Byrne confirmou o lançamento de um novo álbum, chamando-o de uma "gravação de canções cantadas", em contraste a música experimental do álbum My Life in the Bush of Ghosts, e mais tarde disse ao Daily News que "Brian [Eno] escreveu muita música, porém precisavam de algumas palavras, que eu sei como fazer. Como soa? Gospel eletrônico. É o que estou dizendo". Eno também explicou a diferença deste álbum com o anterior dizendo, "Este é bem diferente de My Life em que a intenção daquele álbum era não usar nossas vozes, porém no lugar achar vozes e colocá-las na música. Este é diferente—estas são canções escritas e cantadas por David [Byrne]... elas vão de música folclórica gospel eletrônica para áreas bem indefinidas da música".
Durante a primavera e o verão, Abrahams gravou a bateria em seu estúdio e Cherif Hashizume gravou mais no Cafe Music Studios, enquanto Robert Harder na Harder Sound gravou a bateria de "My Big Nurse", "Never Thought", "The Painting" e "Life Is Long". A mixagem continuou durante junho de 2008 em Nova York por Patrick Dillett no Kampo Studios, que gravou metais e percussão e enviou o áudio para Greg Calbi no Sterling Sound para a masterização. Em 28 de julho de 2008, detalhes do álbum se tornaram de conhecimento público quando Byrne postou em seu blog que ele e Eno finalizaram um novo álbum e que ele seria lançado em 18 de agosto. O website oficial do álbum foi lançado no mesmo dia, com um vídeo promocional de Byrne introduzindo o novo trabalho.

### Desenho
Os lançamentos físicos do álbum vieram com desenhos gráficos e embalagens desenhadas por Stefan Sagmeister com Richard The, Joe Shouldice e Jared Stone; ilustrações por Stephan Walter; e produção pela Gamil Design. Sagmesiter havia anteriormente recebido o Grammy Award de Melhor Caixa ou Edição de Pacote Especial Limitado em 2005 pela direção de arte da caixa de Once in a Lifetime, do Talking Heads, além de ter desenhado a capa do álbum Feelings, de Byrne. Everything That Happen Will Happen Today iria vencer o Grammy em 2010 por Melhor Embalagem como também um reconhecimento da revista Creative Review.
Sua inspiração para a embalagem veio da canção "Home" e a arte reflete uma cena urbana de uma casa ao lado de uma estrada; o encarte fornece imagens aproximadas da casa e a arte do CD é a grama do gramado. Sagmeister procedeu para criar não apenas a imagem da capa, mas um modelo tri-dimensional completo para a casa, que mais tarde foi lançado como a embalagem da edição de luxo. Depois de ouvir repetidas vezes o álbum, ele ficou convencido de que havia um elemento sinistro no cenário, então ele forneceu pistas para tais elementos "sombrios" da cena, como um invólucro discartado de camisinha na calha, um homem olhando pela janela com binóculos e um cantil de gasolina na garagem.
O pacote da edição de luxo foi feito de estanho com um microship que toca o som de alguém andando por um corredor em uma casa e batendo a porta quando o pacote é aberto. Os temas urbanos do pacote normal foram expandidos nesta edição, com o álbum sendo intitulado de "Vara" e o conteúdo bônus de "Pedra"; os discos foram desenhados para parecerem cobertos por grama. O desenho da projeção dimétrica pixelada da cena doméstica foi comparada ao jogo eletrônico The Sims.

## Lançamento
O álbum foi auto-lançado em 18 de agosto de 2008, exclusivamente através de seu website oficial. Ele foi disponiblizado para streaming grátis e para compra como um download em MP3 livre da gestão de direitos digitais. A dupla lançou o álbum na internet através de outros serviços de música digital no mês seguinte, incluindo 7digital, Amazon MP3, eMusic, iTunes Store, Napster e a Zune Marketplace. Nenhuma gravadora estava envolvida no lançamento do formato digital e distribuidores independentes receberam permissão para lidar com o produto físico, que foi lançado em 25 de novembro como um CD extra e um pacote de luxo em estanho.

### Formatos e histórico de lançamento
Inicialmente, três versões distintas do álbum foram lançadas:
- Apenas digital – como um MP3 de 320 kilobit/s, com um encarte de 17 páginas em PDF desenhado por Stefan Sagmeister.
- Álbum digital com CD – tudo incluído no primeiro como também um CD Extra; os primeiros pedidos foram postados para os compradores em 30 de novembro de 2008.
- CD de luxo – tudo incluído nos dois pacotes acima como também um disco bônus com quatro canções exclusivas, um curta metragem sobre o álbum dirigido por Hillman Curtis[72] e um descanso de tela para computador. Os discos vinham dentro de uma versão tri-dimensional da casa da capa que também continha um encarte estendido, um dado com frases obscuras como "Um Pássaro Sujo" e "O Cérebro Humano" nas faces e um comprimido branco e vermelho que podia ser ingerido.[63] Atrasos fizeram com que essa versão fosse lançada em dezembro de 2008.

Além disso, os compradores têm direito a versões do álbum em FLAC sem perda de dados com nenhum custo adicional. Em dezembro de 2008, 12 por cento dos compradores escolheram fazer o download da opção FLAC.
Everything That Happens Will Happen Today é catalogado como o segundo álbum lançado pela gravadora de Byrne, a Todo Mundo, depois de Big Love: Hymnal; as cópias do CD foram marcadas como CD-TODO-002. O CD foi lançado no Japão com uma faixa bônus—"Poor Boy" (Eno & Leo Abrahams Remix)—e uma tira obi em novembro de 2008 através da Beat Records, com o número de catálogo BRC-218. Em 17 de fevereiro de 2009, o álbum foi lançado em um LP de vinil como LP-TODO-002.

### Singles
O primeiro single do álbum—"Strange Overtones"—foi lançado em 4 de agosto de 2008, como um download digital grátis disponível apenas através de seu website oficial. A faixa foi descrita como "uma canção sobre escrever uma canção" e possui os elementos temáticos de humanidade contra tecnologia que são explorados no álbum. Ela foi baixada mais de 40.000 vezes nos primeiros três dias que ficou disponível. Em setembro de 2008, Jon Yeo criou um clipe musical para a canção contendo pinturas de Byrne e Eno. Em maio de 2009, a canção foi substituída por "One Fine Day" como um download grátis para promover o extended play Everything That Happens Will Happen on This Tour – David Byrne on Tour: Songs of David Byrne and Brian Eno.

## Recepção

### Crítica
| Críticas profissionais | Críticas profissionais |
| Pontuações agregadas   | Pontuações agregadas   |
| Fonte                  | Avaliação              |
| ---------------------- | ---------------------- |
| Metacritic             | 75%                    |
| Avaliações da crítica  |                        |
| Fonte                  | Avaliação              |
| The A.V. Club          | B+                     |
| Allmusic               | [ 79 ]                 |
| Entertainment Weekly   | A–                     |
| Paste                  | 75/100                 |
| Pitchfork Media        | 7.6/10                 |
| PopMatters             | 8/10                   |
| Rolling Stone          | [ 42 ]                 |
| Spin                   | [ 84 ]                 |
| Tiny Mix Tapes         | [ 85 ]                 |

A recepção da crítica foi em sua maior parte positiva; o álbum possui uma nota média de 75%, baseado em 24 resenhas, no agregador Metacritic. As críticas positivas o chamaram de "extremamente agradável" (Billboard), e "loucamente infeccioso" (BBC). A música foi comparada ao tom do U2, Radiohead, The Flaming Lips, o álbum Up de R.E.M. e Paul Simon—especialmente sua colaboração com Eno em 2006 no álbum Surprise. Os vocais foram declarados similares aos de Neil Young; o arranjo foi comparado aos do The Beach Boys. Comparações foram feitas com gêneros musicais tão diversos como música country e hip hop old school. Uma fraqueza apontada por vários críticos foi a falta de originalidade da música, especialmente se comparada com colaboração anterior da dupla.
Contrastando Everything That Happens Will Happen Today com My Life in the Bush of Ghosts, alguns encontraram uma conexão entre ambos—como também com o trabalho solo de Eno e a produção de Little Creatures e Remain in Light,, álbuns do Talkind Heads que ele produziu com a banda—em parte devido ao uso único da tecnologia na criação dos dois. Outros comentaristas enfatizaram as diferenças entre os dois projetos, considerando este álbum uma "antítese", "conservador" e "menos excitante", além da decisão de renunciar a música africana e a música do mundo neste álbum para focar no pop ocidental. Em particular, a natureza experimental do primeiro foi contrastada com o estilo pop deste álbum. Audra Schroeder, do The Austin Chronicle, notou que "trinta anos depois de colaborarem pela primeira vez no Talking Heads, esses dois não precisam minar o passado já que não há nada de notável em Everything". Francis Jones resumiu sua resenha para o Hot Press concluindo que "Nenhuma fronteira foi ferida em sua produção, porém ETHWHT é inquestionavelmente um álbum de grandes canções", e Louise Gray, do New Internationalist, declarou que, "não tem a bricolagem irritante medrosa que caracterizou o álbum anterior e nem procura isso". Ao mesmo tempo, outros críticos acharam que a saída da natureza instrumental presente em My Life in the Bush of Ghosts foi algo positivo. Jim DeRogatis, do Chicago Sun-Times, observou que:
| “ | Mesmo 27 anos atrás, não havia nada de original ou apelativo sobre uma mistura etnologica de vários ritmos do mundo e fragmentos de vozes randômicas capturadas através de um rádio de onda curta. Qualquer um que afirma que esses garotos inventaram a amostragem claramente nunca ouviu Can ou música concreta. Logo de cara, 'Everything That Happens Will Happen Today' é muito mais acessível, agradável e indiscutivelmente um álbum melhor que 'My Life in the Bush of Ghosts'--pelo menos se você se interessa por canções pop/rock convencionais. | ” |

Críticos enfatizaram o contraste entre o otimismo e o pressentimento no álbum. Além disso, vários críticos notaram paralelos entre este álbum e Big Love: Hymnal, de Byrne, particularmente os temas espirítuais em comum e os humores atmosféricos. A resenha do Resident Advisor também nota uma mudança nas gravações de Eno em direção aos vocais gospel. Steve Matteo escreveu no Crawdaddy! que a produção de Eno domina o álbum, apesar de Ken Scrudato, da  Filter, considerar o álbum primariamente um trabalho de David Byrne, enquanto a resenha do The Village Voice declara que este álbum é "mais expansivo e aventuroso" do que qualquer outra coisa que Byrne tenha lançado em décadas e Greg Kot do The Chicago Tribune escreveu que o álbum possui "uma das performances vocais mais fortes da carreira de Byrne". A resenha do Consequence of Sound nota uma continuidade entre este álbum e Grown Backwards, lançamento de 2004 de Byrne.

### Prêmios
Everything That Happens Will Happen Today foi indicado a três Grammy Award—Melhor Álbum de Música Alternativa, Melhor Pacote e Melhor Caixa ou Edição de Pacote Especial Limitado—em 2 de dezembro de 2009. Em 31 de janeiro de 2010, Stefan Sagmeister venceu o prêmio de Melhor Pacote no 52st Grammy Awards. A embalagem da edição de luxo recebeu a medalha de bronze pelo Art Directors Club. O álbum foi indicado para o Technical Excellence & Creativity Award na categoria de Produção de Gravação/Álbum.
Várias listas de final de ano incluíram o álbum entre os melhores lançamentos de 2008:
| Publicação          | Lista                                           | Ano  | Posição                     |
| ------------------- | ----------------------------------------------- | ---- | --------------------------- |
| ABC News            | Os 50 Melhores Álbuns de 2008                   | 2008 | 46                          |
| Allmusic            | Os Álbuns de Rock de 2008 Favoritos da Allmusic | 2008 | Sem classificação, um de 25 |
| Amazon.com          | Amazon Music: Melhor de 2008                    | 2009 | 62                          |
| The Buffalo News    | Melhores Álbuns (2000–2010)                     | 2010 | Menção honrosa              |
| Chicago Sun-Times   | Os Melhores Álbuns de 2008                      | 2008 | 2                           |
| The Chicago Tribune | Melhores Álbuns de 2008                         | 2008 | 10                          |
| Magnet              | Os 25 Melhores Álbuns de 2008 pela Magnet       | 2008 | 25                          |
| No Ripcord          | 50 Melhores Álbuns de 2008                      | 2008 | 38                          |
| Pitchfork Media     | Os 50 Melhores Álbuns de 2008                   | 2008 | 41                          |
| Rolling Stone       | Melhores Álbuns de 2008                         | 2008 | 42                          |
| Rought Trade Shop   | Álbuns do Ano                                   | 2008 | 37                          |
| Seattle Weekly      | O Que Ouvimos em 2009                           | 2009 | Sem classificação, um de 13 |
| Uncut               | 50 Melhores de 2008                             | 2008 | 48                          |
| The Village Voice   | Álbuns de 2008 pela Pazz & Jop                  | 2009 | 29                          |
| The Word            | Melhores Álbuns de 2008                         | 2009 | 10                          |

As resenhas de Jim DeRogatis (Chicago Sun-Times) e Greg Kot (The Chicago Tribune) apareceram em Sound Opinions, programa sobre música rock da Chicago Public Radio, e o álbum foi colocado em duas listas distindas de escritores do website No Ripcord. Dois contribuidores do No Depression incluiram o álbum em suas listas do melhor de 2008. O The A.V. Club pediu para que celebridades escolhessem os melhores álbuns de 2008 segundo suas opiniões e Tim Heidecker escolheu Everything That Happens Will Happen Today, descrevendo-o como "a mais interessante e escutável gravação de pop do ano". A retrospectiva do ano de 2008 da revista FADER elegeu este álbum como um dos "Doze Álbuns que Achamos que Teriam um Impacto Maior em Nossas Vidas", porém ela mais tarde o declarou como "definidor de uma carreira". Em 2009 a publicação dedicou uma edição interira para Byrne em parte devido ao sucesso deste álbum.
Várias canções do álbum apareceram na votação da Pazz & Jop, do The Village Voice, para as melhores singles de 2008—"Strange Overtones" apareceu em #60, "Life Is Long" em #337, "My Big Nurse" foi #350, "Everything That Happens" ficou em #748 e "I Feel My Stuff" alcançou #942.

### Vendas e desempenho
Apesar dos artistas não terem divulgado números de vendas, eles indicaram que o álbum foi comprado por todo o mundo durante as primeiras 24 horas em que ficou disponível e que os servidores que o estavam hospedando entregaram "vários terabytes" por volta de 6 de setembro. Um relatório do início de janeiro de 2009 afirmava que eles haviam vendido "quase 20.000 downloads". Em março de 2009, Ian C. Rogers da Topspin Media explicou que 20% das pessoas que tinham escutado o álbum streaming escolheram comprá-lo e que 30% deles incluiram uma cópia física do CD; tal tendência iria se manter até setembro daquele ano.  Em outubro de 2008, Byrne explicou que eles haviam recuperado suas perdas no álbum e que as vendas tinham "pago os custos de gravação e os custos para construir o website". Ele mais tarde explicaria que seu modelo de negócios funcionava bem tanto para atos estabelecidos como para bandas menores, devido ao custo mínimo de produção e distribuição. O modelo de negócios também permitiu o auto-lançamento do álbum e o planejamento de um tour logo depois do fim da produção das músicas, ao invés de esperar meses para o avanço de uma gravadora.
O álbum não entrou nas listas de mais vendidos até ser lançado fisicamente—um desenvolvimento que surpreendeu Byrne. Na primeira semana de dezembro, Everything That Happens Will Happen Today alcançou a primeira posição dos álbuns alternativos mais vendidos do College Music Journal e terceiro na da Radio 200. O álbum entrou no Billboard 200 na semana de 17 de janeiro de 2009, estreando em #182 com 4.008 cópias vendidas. Chegou em sua posição mais alta, #174, na semana seguinte antes de começar a cair. Ficou na lista dos álbuns independentes por 10 semanas, alcançando a 18ª posição.
| Região         | Lista de vendas (2008)                        | Posição mais alta |
| -------------- | --------------------------------------------- | ----------------- |
| França         | Syndicat National de l'Édition Phonographique | 127               |
| Região         | Lista de vendas (2009)                        | Posição mais alta |
| Bélgica        | Ultratop                                      | 58                |
| Nova Zelândia  | Recording Industry Association of New Zealand | 31                |
| Estados Unidos | Billboard 200                                 | 174               |

## Promoção

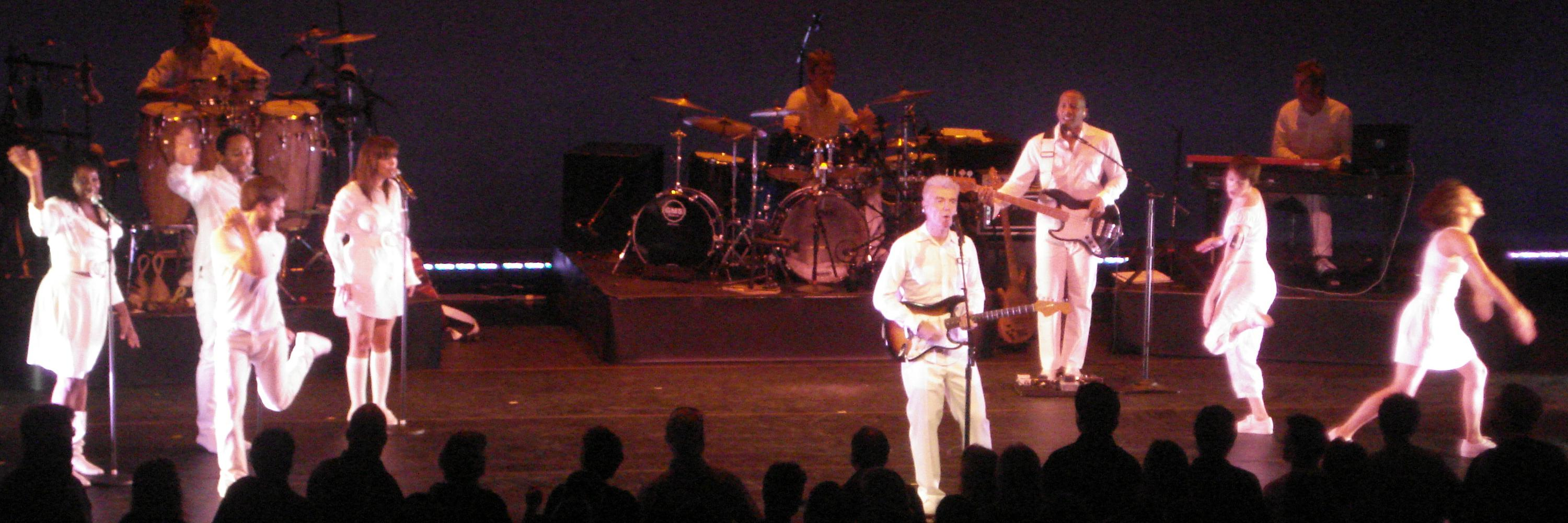
Artistas do Songs of David Byrne and Brian Eno Tour na noite de estreia—16 de setembro de 2008—no Zoellner Arts Center, em Bethlehem, Pensilvânia. Da esquerda para a direita:
Fundo: Mauro Refosco (percussão), Graham Hawthorne (bateria) e Mark De Gli Antoni (teclado)
Meio: Kaïssa (vocais de apoio), Redray Frazier (vocais de apoio), Jenni Muldaur (vocais de apoio) e Paul Frazier (baixo)
Frente: Steven Reker (dança), David Byrne (vocais e guitarra), Natalie Kuhn (dança) e Lily Baldwin (dança)

Apesar de Byrne e Eno terem feito algumas entrevistas e um subsequente tour, os dois tentaram divulgar Everything That Happens Will Happen Today através do boca-a-boca e badalação na internet ao invés de um esquema de divulgação tradicional. Eno estava convencido em parte devido a suas preferências pessoais por músicas digitais da iTunes Store ao invés de CDs, como também o sucesso do álbum In Rainbows, do Radiohead, e as estratégias de auto-promoção do Nine Inch Nails para os álbuns Year Zero, Ghosts I–IV e The Slip. Byrne também ficou impressionado pela estratégia de lançamento do Radiohead como um meio de valorizar a música. A dupla cuidadosamente evitou quaisquer vazamentos na internet ao não entregar nenhuma cópia promocional do álbum para jornalistas, porém Byrne fez um preview da canção "One Fine Day" antes do lançamento ao tocá-la com um coral de cidadãos seniores e Eno convidou Mark Coles, do progrma da BBC World Service The Beat, para sua casa para ouvir as canções em seu computador.
Em 2010, várias canções do álbum—"Home", "I Feel My Stuff", "Life Is Long", "My Big Nurse" e "Strange Overtones"—foram incluidas no álbum oficial da trilha sonora do filme Wall Street: Money Never Sleeps, lançado pela Todo Mundo, junto com outras canções de Byrne.

### Divulgação
Tanto Byrne quanto Eno expressaram seu descontentamento com a indústria da música e seus tradicionais modelos de comercialização, com Eno chamando todo o negócio de uma "bagunça excitante", dizendo:
| “ | A indústria da música... estava vendendo [produtos físicos, como CDs] bem caro, na verdade, o que promoveu uma atitude bastante preguiçosa dentro das gravadoras... De repente, agora nós temos uma situação bem diferente, que parece-me que os artistas entendem muito melhor do que as gravadoras... Artistas jovens estão se sentindo muito confortáveis para iniciar suas carreiras no Facebook ou MySpace ou algo do tipo—e eles estão bem à frente das gravadoras em alguns aspectos. | ” |

Byrne delineou os méritos relativos de diferentes modelos de distribuição com este refletindo seu "modelo de auto-lançamento" onde "o artista se posiciona para receber a maior porcentagem dos lucros das vendas por unidade—vendas de qualquer coisa. Uma maior porcentagem de poucas vendas, provavelmente, mas não sempre. Artistas fazendo isso para si mesmos podem ganhar mais dinheiro do que uma grande estrela pop, mesmo se os números de vendas parecerem minúsculos em comparação". Uma das motivações para criar este álbum pela internet foi um artigo que Byrne escreveu para a Wired como também a crença de Eno de que os fãs de música querem mais do que apenas a música em um álbum, preferindo edições de luxo colecionáveis como também performances ao vivo para promoção. Um mês após o lançamento do álbum, Byrne estava cético em relação a saturação do mercado afirmando "Eu sinto que muitas pessoas não sabem que temos um disco por aí" e que ele esperava equilibrar tal ignorância com uma turnê. Ele também descreveu o mercado da música digital como "tão infinito que é fácil para a música se perder lá fora" e notou que esse modelo de negócios não funcionaria com artistas que ainda não estão estabelecidos.
A dupla contratou uma companhia de divulgação de música—Topspin Media—para desenhar seu website, entregando opções para músicas digitais e aplicativos. Como a totalidade do processo de gravação, a divulgação foi auto-financiada e controlada pelos artistas, com a Topspin levando uma porção do dinheiro conseguido pelas vendas digitais. O companhia usou técnicas de marketing viral para coletar os e-mails de compradores em potencial e encorajá-los a postar o álbum streaming em seus blogs. No começo de novembro, os e-mais coletados totalizavam 37% das vendas do álbum. A Topspin também criou uma votação no Flickr encorajando os usuários a carregarem fotos dos aplicativos e as postarem no website.
Byrne e Eno foram elogiados pela Fast Company por seu uso inovativo da divulgação pela internet e pela distribuição do álbum e outros lançamentos, com sua promoção sendo aplaudida como um modo de minar a pirataria moderna. A chave para o sucesso foi o software que a Topspin Media desenvolveu e mais tarde lançou comercialmente como um pacote para outras companhias e artistas usarem, explicando que "nas primeiras oito semanas depois da estreia do disco auto-lançado de David Byrne e Brian Eno, Everything That Happens Will Happen Today, a plataforma da Topspin nos ajudou a gerar um lucro que no é mínimo quivalente ao que esperariamos de um avanço de uma gravadora". A plataforma de Topspin resultou em lucros diretos equivalentes aos pagamentos avançados de uma gravadora que iam diretamente para Byrne e Eno. Baseado em parte no sucesso deste álbum, representantes da Topspin foram convidados a ensinar um curso sobre divulgação de música no Berklee College of Music em setembro de 2009, e Ian C. Rogers liderou um painel de discussão na South by Southwest sobre as opções para artistas musicais independentes.

### Songs of David Byrne and Brian Eno Tour
Byrne montou uma banda para fazer uma turnê do álbum, tocando por todo o final de 2008 e início de 2009 pela América do Norte, Europa e Australásia. Ele contratou mais cantores do que qualquer outro tour anterior para reproduzir as complexas harmonias vocais do álbum e foi inspirado em trazer dançarinos depois de ver Sufjan Stevens promover seu álbum Illinois, como também os filmes japoneses Funky Forest: The First Contact e Cha no Aji. Byrne inicialmente não se envolveu  na coreografia, porém fez mais sugestões enquanto a turnê progredia e depois de ver uma apresentação do grupo Deerhoof, que incorporava a dança com os isntrumentos. Ele começou a agendar datas para o tour antes do álbum ser completado, escrevendo seu livro The Bicycle Diaries durante o tour.
Ao planejar as canções para a turnê, Byrne considerou apenas promover Everything That Happens Will Happen Today, porém decidiu juntar canções deste álbum com suas colaborações anteriores com Eno, incluindo os álbuns More Songs About Buildings and Food, Fear of Music e Remain in Light, do Talking Heads, e sua trilha sonora de The Catherine Wheel. Ao tocar músicas de todas as suas colaborações, Byrne esperava "fazer uma linha ligando este novo material com o que fizemos 30 anos atrás" com o objetivo de clarificar a conexão entre todos os trabalhos anteriores da dupla. Ao rever suas músicas passadas, ele descobriu que "talvez haja uma maior continuidade do que eu imaginava, que espero que funcione a nosso favor". Apesar de Eno ter sido convidado a participar, e notícias iniciais indicavam que ele iria, ele ultimamente decidiu não participar do tour, deixando Byrne escolher como apresentar a música ao vivo.

### Everything That Happens Will Happen on This Tour
Em 11 de maio de 2009, o extended play ao vivo Everything That Happens Will Happen on This Tour – David Byrne on Tour: Songs of David Byrne and Brian Eno foi lançado digitalmente através da Todo Mundo para beneficiar a Anistia Internacional. O álbum possui quatro canções gravadas em dezembro de 2008 durante a turnê. A Topspin Media ofereceu as mesmas opções de download digital para comprar o EP, e a companhia criou um segundo sistema embarcado tocador de mídia para promover o álbum.

### Ride, Rise, Roar

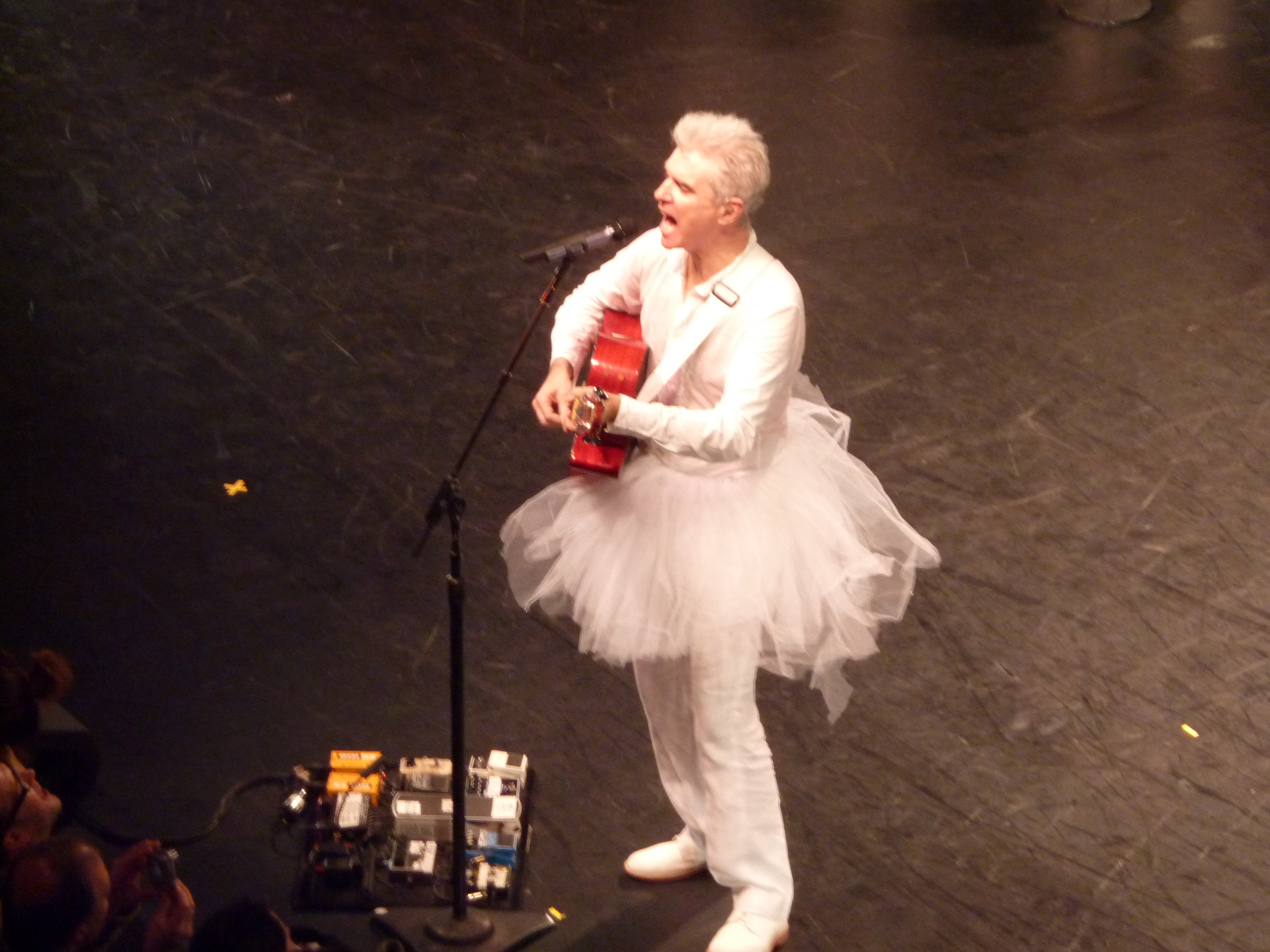
As apresentações do Songs of David Byrne and Brian Eno Tour incluiam combinações de roupas, como o macacão branco e tutu que Byrne está usando aqui.

Em 11 de fevereiro de 2010, foi anunciado que um filme documentário intitulado Ride, Rise, Roar relatando a turnê seria lançado no circuito de festivais de 2010. Ele estreou no South by Southwest em 15 de março de 2010, sendo exibido em todas as três categorias de mídia—filme, interativo e música. Byrne compareceu em algumas exibições no Reino Unido para seções de perguntas e respostas.
Ride, Rise, Roar é estreia em longa metragens do diretor Hillman Curtis—Byrne pediu para ele dirigir o filme depois de ficar satisfeito com o curta que acompanha as edições de luxo de Everything That Happens Will Happen Today. O documentário inclui cenas dos concertos, filmagens dos planejamentos, ensaios e entrevistas exclusivas com Byrne, Eno e os músicos e dançarinos que participam da turnê. Curtis foi originalmente contatado para documentar o tour sem nenhum objetivo claro para um filme, decidindo se focar na colaboração entre Byrne e seus colegas de turnê como também o desafio único de combinar música popular com dança moderna.

## Faixas
Todas as canções foram escritas por David Byrne (letras) e Brian Eno (instrumentação), "Strange Overtones" foi co-escrita por Leo Abrahams.
| N.º | Título                    | Duração |  |
| 1.  | "Home"                    | 5:06    |  |
| 2.  | "My Big Nurse"            | 3:21    |  |
| 3.  | "I Feel My Stuff"         | 6:25    |  |
| 4.  | "Everything That Happens" | 3:46    |  |
| 5.  | "Life Is Long"            | 3:45    |  |
| 6.  | "The River"               | 2:30    |  |
| 7.  | "Strange Overtones"       | 4:17    |  |
| 8.  | "Wanted for Life"         | 5:06    |  |
| 9.  | "One Fine Day"            | 4:55    |  |
| 10. | "Poor Boy"                | 4:19    |  |
| 11. | "The Lighthouse"          | 3:46    |  |

| Lançamento japonês |                                       |         |  |
| N.º                | Título                                | Duração |  |
| 12.                | "Poor Boy (Eno & Leo Abrahams Remix)" | 3:51    |  |

| Faixas bônus da Edição de Luxo |                           |         |  |
| N.º                            | Título                    | Duração |  |
| 1.                             | "Never Thought"           | 4:08    |  |
| 2.                             | "Walking Along the River" | 4:38    |  |
| 3.                             | "The Eyes"                | 3:29    |  |
| 4.                             | "The Painting"            | 4:33    |  |

## Créditos
| "Home" - Leo Abrahams – guitarra acústica, percussão - David Byrne – vocais, solo de guitarra - Brian Eno – baixo, vocais de apoio, bateria eletrônica, Kaoss Pad, teclado, guitarra elétrica - Seb Rochford – bateria "My Big Nurse" - Leo Abrahams – guitarra acústica e elétrica, piano, percussão - David Byrne – vocais - Brian Eno – baixo, órgão, Steinberg Cubase, guitarra elétrica - Steve Jones – guitarra - Seb Rochford – bateria "I Feel My Stuff" - Leo Abrahams – guitarra, solo de guitarra - David Byrne – vocais - Brian Eno – baixo, bateria eletônica, "piano inumano", guitarra, teclado, metais, vocais de apoio - Tim Harries – melodias de baixo - Phil Manzanera – guitarra drone - Seb Rochford - bateria "Everything That Happens" - Leo Abrahams – piano, guitarra - David Byrne – vocais - Brian Eno – baixo, teclado, guitarra de água, voz estelar "Life Is Long" - Leo Abrahams – guitarra, piano vertical, percussão - David Byrne – vocais - Barry Danielian – metais - Brian Eno – baixo, vocais de apoio, cordas, programação, piano Omnichord, guitarra - Steve Jones – guitarra rítmica - Dan Levine – metais e arranjo - Dave Mann – metais - Paul Shapiro – metais "The River" - Leo Abrahams – sanfona, guitarra barítono - David Byrne – vocais - Brian Eno – guitarra, baixo, teclado, vocais de apoio - Mauro Refosco – pandeiro, chocalho, reco-reco, matraca "Strange Overtones" - Leo Abrahams – guitarra, baixo, stylophone, programação - David Byrne – vocais, guitarra rítmica - Brian Eno – vocais de apoio, solo de órgão, piano Omnichord, teclado, programação - Steve Jones – guitarra delay - Mauro Refosco – bongô, conga, pandeireta - Seb Rochford – bateria - Robert Wyatt – frame drum "Wanted for Life" - Leo Abrahams – guitarra, baixo, vocais de apoio, percussão - David Byrne – vocais - Barry Danielian – metais - Brian Eno – baixo, vocais de apoio, teclado, guitarra, bateria eletrônica - Dan Levine – metais - Dave Mann – metais - Seb Rochford – bateria - Paul Shapiro – metais | "One Fine Day" - Leo Abrahams – guitarra acústica, baixo - David Byrne – vocais - Brian Eno – baixo, vocais de apoio, Steinberg Cubase, guitarra elétrica, programação - Steve Jones – melodia de guitarra - Mauro Refosco – zabumba, cajón, tamborim, conga, chocalho - Seb Rochford – bateria "Poor Boy" - Leo Abrahams – metais - David Byrne – vocais, guitarra - Brian Eno – baixo, bateria eletrônica, programação, guitarra, teclado, metais - Seb Rochford – bateria "The Lighthouse" - Leo Abrahams – baixo, guitarra - David Byrne – vocais, guitarra, clavinet, piano, surdo, percussão - Brian Eno – baixo, tratamentos de guitarra, chaves, programação - Seb Rochford – bateria "Never Thought" - Leo Abrahams – guitarra acústica, piano, percussão - David Byrne – vocais, guitarra - Brian Eno – baixo, guitarra rítmica, programação, "piano inumano", vocais de apoio - Melanie Hall – vocais de apoio femininos - Robert Wyatt – bateria "Walking Along the River" - David Byrne – vocais, piano - Brian Eno – baixo, guitarra eletrônica, teclado, bateria elétrica, piano Omnichord, percussão, vocais de apoio - Darla Eno – vocais - Irial Eno – vocais - Seb Rochford – bateria "The Eyes" - Leo Abrahams – guitarra, baixo - David Byrne – vocais - Brian Eno – guitarra, chaves, piano Omnichord, vocais de apoio "The Painting" - Leo Abrahams – guitarra, baixo, glockenspiel, solo de guitarra - David Byrne – vocais - Brian Eno – guitarra, chocalho, programação, chaves - Mauro Refosco – zabumba, timbal - Seb Rechford – bateria Outros - Greg Calbi – masterização - Peter Chilvers – arqueólogo digital - Jarvis Cocker – guitarra - Patrick Dillett – mixagem - Stefan Sagmeister – direção de arte |